# George N. Dale

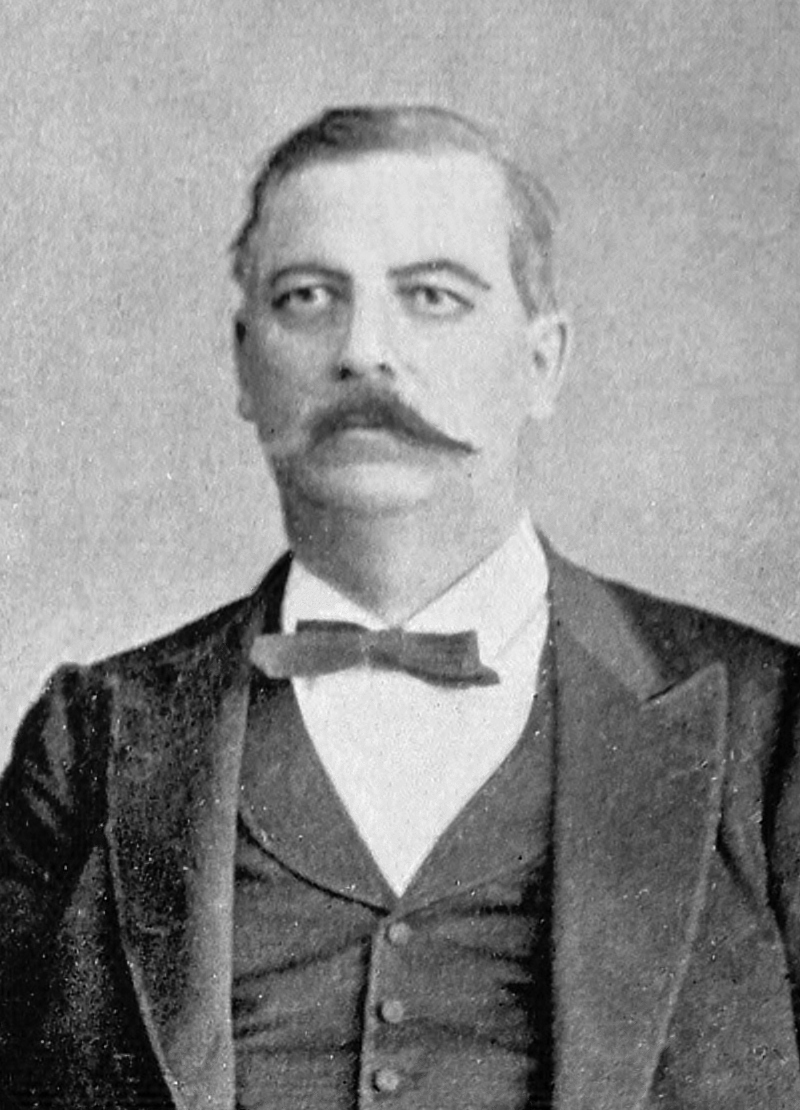
George N. Dale

George Needham Dale (* 19. Februar 1834 in Fairfax, Vermont; † 29. Januar 1903 in Island Pond, Vermont) war ein US-amerikanischer Politiker und Anwalt, der von 1870 bis 1872 Vizegouverneur von Vermont war. Er war der Vater des Senators Porter H. Dale.

## Leben
George Needham Dale wurde in Fairfax, Vermont geboren.  Er wuchs in Waitsfield auf, studierte Rechtswissenschaften mit Paul Dillingham und wurde Anwalt. Dale siedelte sich in Essex County an, zuerst in Guildhall, später in Island Pond.
Als Mitglied der Vermonter Republikanischen Partei war Dale Staatsanwalt in Essex County von 1857 bis 1860 und von 1860 bis 1861 Abgeordneter im Repräsentantenhaus von Vermont.
1861 wurde Dale zum Stellvertretenden Steuereinnehmer in Island Pond ernannt, dieses Amt übte er bis 1866 aus.
Von 1866 bis 1869 war Dale Senator im Senat von Vermont und Präsident des Senates von 1868 bis 1869. Dale gewann die Wahl zum Vizegouverneur 1870 und übte dieses Amt unter den Bestimmungen der Mountain Rule aus.
Von 1872 bis 1882 übte er erneut das Amt des Stellvertretenden Steuereinnehmers von Island Pond aus. Dale wurde 1885 Präsident der Vermonter Anwaltskammer. Dieses Amt übte er bis 1886 aus.
Dale kehrte 1892 als Abgeordneter in das Repräsentantenhaus von Vermont zurück, eine zweite Amtszeit im Senat von Vermont hatte er von 1892 bis 1894. Zum Konsul in Coaticook wurde er 1901 ernannt und hatte dieses Amt bis 1902 inne.
Dale starb in Island Pond am 29. Januar 1903, sein Grab befindet sich auf dem Island Pond’s Lakeside Cemetery.